# Davrey
Davrey ist eine französische Gemeinde mit 225 Einwohnern (Stand 1. Januar 2022) im Département Aube in der Region Grand Est (vor 2016 Champagne-Ardenne). Sie gehört zum Kanton Aix-Villemaur-Pâlis im Arrondissement Troyes. 

## Geographie
Davrey liegt etwa 29 Kilometer südsüdwestlich von Troyes am Flüsschen Landion, das im Gemeindegebiet in die Armance mündet. 
Nachbargemeinden sind Ervy-le-Châtel im Westen und Norden, Auxon im Nordwesten und Norden, Montigny-les-Monts im Norden und Nordosten, Avreuil im Osten, Vanlay im Osten und Südosten sowie Chessy-les-Prés im Süden und Südwesten.

## Bevölkerungsentwicklung
| Jahr                       | 1962 | 1968 | 1975 | 1982 | 1990 | 1999 | 2006 | 2011 | 2019 |
| -------------------------- | ---- | ---- | ---- | ---- | ---- | ---- | ---- | ---- | ---- |
| Einwohner                  | 289  | 283  | 255  | 241  | 220  | 235  | 247  | 265  | 225  |
| Quellen: Cassini und INSEE |      |      |      |      |      |      |      |      |      |

## Sehenswürdigkeiten
- Kirche Notre-Dame-de-l’Assomption